# Skör masksjögurka
Skör masksjögurka (Leptosynapta inhaerens) är en sjögurkeart som först beskrevs av Otto Friedrich Müller 1776.  Skör masksjögurka ingår i släktet Leptosynapta och familjen masksjögurkor. Enligt den svenska rödlistan är arten otillräckligt studerad i Sverige. Arten förekommer i Götaland. Artens livsmiljö är havet. Inga underarter finns listade i Catalogue of Life.